# Mai hoa trang

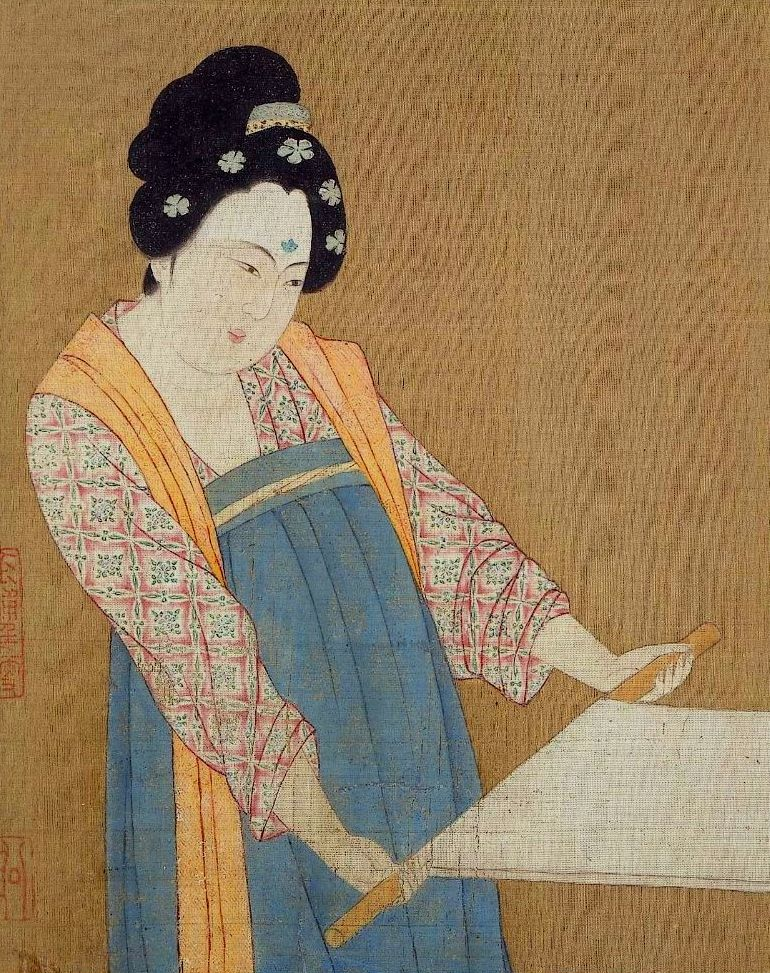
Hình ảnh một cung nữ điểm hoa mai trên trán trong họa phẩm Đảo luyện đồ (搗練圖) của tác giả Tống Huy Tông.

Mai hoa trang (tiếng Trung Quốc: 梅花妝, tiếng Anh: Plum blossom makeup) là một lối trang điểm của nữ giới Trung Hoa khởi nguồn từ một truyền thuyết thời Nam-Bắc triều.